# 綠色可口可樂瓶
綠色可口可樂瓶是美國藝術家安迪·華荷1962年6至7月間的畫作。

## 簡介
華荷在畫布上以綠色印了7排各16個可口可樂瓶，總共有112瓶，而在底部則有紅色的可口可樂商標。由於運用了網版印刷的技巧，畫作一定程度上模仿了機械式製造的過程，雖然每個可口可樂瓶外觀上略有差異。
此作是華荷採用可口可樂這一主流商業產品的畫作之一，據本人所言傳達了樂觀正面的信息：
|  | 美國的偉大之處在於開始了最富與最窮的消費者所買的產品都是一樣的傳統......你可以想像總統喝可樂、伊莉莎白·泰勒喝可樂，以及你也可以喝可樂。可樂就是可樂，再多的錢也買不到更好的可樂。 |